# Explorer 38
O Explorer 38, também conhecido como RAE-A ou RAE-1 (acrônimo de Radio Astronomy Explorer A ou 1), foi um satélite artificial da NASA lançado em 4 de julho de 1968 por meio de um foguete Delta J a partir da Base da Força Aérea de Vandenberg.

## Características
A missão do Explorer 38 era medir a intensidade de fontes de rádio celestes, principalmente o sol, como uma função do tempo, direção e frequência (0,2 a 20 MHz). O peso da espaçonave era de 193 kg, e consumo médio de energia foi de 25 W. Ele transportava duas antenas, uma de frente para a Terra e uma de costas para a terra. A antena dipolo de 120 pés de comprimento foi orientada de forma tangencial em relação à superfície da terra. A nave também foi equipado com uma telemetria de 136 MHz. O RAE-1 foi projetado para um mínimo de um ano de vida de operação. O desempenho do gravador spaecraft começou a deteriorar-se após 2 meses em órbita. Apesar de vários casos de mau funcionamento do instrumento, bons dados foram obtidos em todos os três sistemas de antena. O pequeno satélite observou durante meses o "céu de rádio" em frequências entre 0,2 e 9,2 MHz, mas foi submetido à interferência de rádio contínuo vindo do nosso planeta, tanto naturais (auroras, tempestades) e artificial. Para evitar a interferência de rádio, o RAE-B missão foi colocado em órbita lunar.